# Hans Wallner
Hans Wallner (ur. 29 maja 1953 w Feistritz an der Gail) – austriacki skoczek narciarski, który występował w latach 1979–1984.

## Przebieg kariery
Najlepsze wyniki w Pucharze Świata osiągnął w sezonach 1980/1981, w których zajął 7. miejsce w klasyfikacji generalnej skoków narciarskich. W całej swojej karierze cztery razy stał na podium w konkursach Pucharu Świata, w tym raz na najwyższym stopniu.
Brał również udział w konkursach skoków narciarskich na zimowych igrzyskach olimpijskich w 1976 w Innsbrucku i w 1984 w Sarajewie, na mistrzostwach świata w narciarstwie klasycznym w 1982 w Oslo oraz w konkursach lotów narciarskich na mistrzostwach świata w lotach narciarskich w 1975 w Bad Mitterndorf.
Najbardziej udane dla niego były zawody drużynowe na mistrzostwach świata w narciarstwie klasycznym w 1982 w Oslo, na których Austriacy (Hans Wallner, Hubert Neuper, Armin Kogler i Andreas Felder) zajęli 2. miejsce na dużej skoczni.
Indywidualnie najlepsze wyniki na zawodach rangi mistrzowskiej osiągnął na zimowych igrzyskach olimpijskich w 1976 w Innsbrucku, na których zajął 6. miejsce na dużej skoczni oraz na mistrzostwa świata w lotach narciarskich w 1975 w Bad Mitterndorf, na których zajął 5. miejsce.
Zwyciężył w Turnieju Schwarzwaldzkim w 1982.

## Osiągnięcia

### Puchar Świata w skokach narciarskich

#### Miejsca w klasyfikacji generalnej
- sezon 1979/1980[2]: 10.
- sezon 1980/1981[3]: 7.
- sezon 1981/1982[4]: 22.
- sezon 1982/1983[5]: 15.
- sezon 1983/1984[6]: 37.

#### Miejsca na podium w konkursach indywidualnych Pucharu Świata chronologicznie
| Nr | Dzień       | Rok  | Miejscowość  | Skocznia  | Punkt K | Skok 1  | Skok 2  | Nota      | Lok. | Strata  | Zwycięzca   |
| -- | ----------- | ---- | ------------ | --------- | ------- | ------- | ------- | --------- | ---- | ------- | ----------- |
| 1. | 9 lutego    | 1980 | Saint-Nizier | Dauphiné  | K-112   | 95,0 m  | 103,0 m | 217,4 pkt | 2.   | 4,8 pkt | Piotr Fijas |
| 2. | 11 stycznia | 1981 | Liberec      | Ještěd B  | K-88    | 81,0 m  | 83,0 m  | 232,6 pkt | 2.   | 1,6 pkt | Roger Ruud  |
| 3. | 15 lutego   | 1981 | Sapporo      | Ōkurayama | K-110   | 104,5 m | 101,0 m | 229,7 pkt | 1.   | –       | –           |

#### Miejsca na podium w konkursachTLNchronologicznie
| Nr | Dzień     | Rok  | Miejscowość | Skocznia        | Punkt K | Skok 1  | Skok 2  | Skok 3  | Nota      | Lok. | Strata   | Zwycięzca     |
| -- | --------- | ---- | ----------- | --------------- | ------- | ------- | ------- | ------- | --------- | ---- | -------- | ------------- |
| 1. | 18 lutego | 1983 | Vikersund   | Vikersundbakken | K-150   | 145,0 m | 143,0 m | 147,0 m | 350,5 pkt | 2.   | 10,5 pkt | Matti Nykänen |

### Igrzyska olimpijskie

#### Starty H. Wallnera na igrzyskach olimpijskich – szczegółowo
| Miejsce | Dzień     | Rok  | Miejscowość | Skocznia | Punkt K | Konkurs | Skok 1 | Skok 2 | Nota      | Strata   | Zwycięzca     |
| ------- | --------- | ---- | ----------- | -------- | ------- | ------- | ------ | ------ | --------- | -------- | ------------- |
| 6.      | 15 lutego | 1976 | Innsbruck   | Bergisel | K-104   | ind.    | 93,5 m | 92,5 m | 216,9 pkt | 17,9 pkt | Karl Schnabl  |
| 24.     | 12 lutego | 1984 | Sarajewo    | Igman    | K-90    | ind.    | 83 m   | 79 m   | 186,7 pkt | 28,5 pkt | Jens Weißflog |
| 24.     | 18 lutego | 1984 | Sarajewo    | Igman    | K-104   | ind.    | 94 m   | 100 m  | 173,5 pkt | 57,7 pkt | Matti Nykänen |

### Mistrzostwa świata w skokach narciarskich

#### Starty H. Wallnera na mistrzostwach świata – szczegółowo
| Miejsce | Dzień     | Rok  | Miejscowość | Skocznia         | Punkt K | Konkurs | Skok 1 | Skok 2 | Nota                  | Strata  | Zwycięzca |
| ------- | --------- | ---- | ----------- | ---------------- | ------- | ------- | ------ | ------ | --------------------- | ------- | --------- |
| 2.      | 26 lutego | 1982 | Oslo        | Holmenkollbakken | K-105   | druż.   | 96,5 m | 95,0 m | 717,6 pkt (226,1 pkt) | 0,9 pkt | Norwegia  |

### Mistrzostwa świata w lotach narciarskich

#### Starty H. Wallnera na mistrzostwach świata w lotach – szczegółowo
| Miejsce | Dzień    | Rok  | Miejscowość              | Skocznia | Punkt K | Konkurs | Skok 1  | Skok 2  | Skok 3 | Skok 4 | Nota      | Strata   | Zwycięzca      |
| ------- | -------- | ---- | ------------------------ | -------- | ------- | ------- | ------- | ------- | ------ | ------ | --------- | -------- | -------------- |
| 5.      | 14 marca | 1975 | Tauplitz/Bad Mitterndorf | Kulm     | K-165   | ind.    | 139,0 m | 148,0 m | –      | –      | 492,5 pkt | 20,0 pkt | Karel Kodejška |